# Cecilioides connollyi
Cecilioides connollyi é uma espécie de gastrópode  da família Ferussaciidae.
É endémica de Gibraltar.